# حکایت‌نامه (لطائف المتون)
حکایت‌نامه (لطایف المتون) یک مجموعهٔ نمایشی تلویزیونی به کارگردانی حمید لبخنده است که در سال ۱۳۶۸ تولید و از شبکه ۲ سیمای جمهوری اسلامی ایران پخش گردید.

## خلاصه داستان
داستان‌های این مجموعه نمایشی که از قسمت‌های کوتاه و مجزا تشکیل شده بود، برگرفته از متون کهن پارسی بوده و مضمونی پندآموز داشت. برخی از قسمت‌های این مجموعه عبارت بودند از: «حکایت بهلول»، «ابوالعلا» و «مداوای حکیمانه».

## بازیگران و عوامل تولید

### بازیگران
- حبیب دهقان‌نسب
- رضا فیاضی
- بهروز مسروری
- رضا خندان
- حمید عبدالملکی
- ابراهیم بصیرت

### عوامل تولید
- کارگردان هنری: حمید لبخنده
- کارگردان تلویزیونی: قاسم شاکری
- نویسندگان: محمد نگینی، سوسن سمیعی، حمید لبخنده
- تصویربرداران: مهران چراغعلی، فریدون حدادیان، نیره سجادی
- موسیقی: بابک بیات
- تهیه‌کننده: مجید اوجی
- فرمت تصویر: ویدئویی
- تعداد قسمت‌ها: ۱۱ قسمت
- مدت زمان: ۲۲۰ دقیقه
- محصول: گروه فیلم و سریال شبکه ۲ سیمای جمهوری اسلامی ایران
- سال تولید: ۱۳۶۸